# Iris (Van Gogh)
Pour les articles homonymes, voir Iris.
Iris est une peinture de Vincent van Gogh, une des premières exécutées à l'asile du monastère Saint-Paul-de-Mausole à Saint-Rémy-de-Provence, l'année précédant sa mort.

## Le tableau
Le tableau, qui a été peint avant sa première attaque à Saint-Rémy, a été influencé par les peintures japonaises ukiyo-e, comme beaucoup de ses travaux et de ceux d'artistes de son époque.
Le tableau n'exprime pas la « tension » que l'on retrouve dans ses œuvres ultérieures. En parlant de la peinture, il expliquait qu'elle était « le paratonnerre pour ma maladie », parce qu'il estimait qu'il pouvait éviter de devenir fou en continuant à peindre.
Van Gogh considérait cette peinture comme une étude, ce qui explique pourquoi il n'existe aucune esquisse connue, alors que Théo, le frère de Van Gogh, a rapidement compris qu'il s'agissait d'un tableau important qu'il a soumis à l'exposition annuelle de la Société des artistes indépendants en septembre 1889, avec un autre tableau de Van Gogh, La Nuit étoilée sur le Rhône.

## Les propriétaires du tableau
C'est l'écrivain Octave Mirbeau qui en a été le premier propriétaire, en 1891, après l'avoir acheté au père Tanguy, avec Les Tournesols, pour la somme de 600 francs.
En 1987, ce tableau aurait pu être la peinture la plus chère jamais vendue. Ce faux record  a tenu près de deux ans et demi. L'homme d'affaires australien Alan Bond, ayant fait une folle enchère qu'il n'a pu honorer, Christie's a dû négocier avec le musée Getty pour que cette institution l'achète.